# Robert Bakewell (Geologe)
Robert Bakewell (* 10. März 1767 (nach älteren Angaben: 1768) in Nottingham; † 15. August 1843 in Hampstead) war ein englischer Geologe, der aufgrund seiner geologischen Lehrbücher bekannt war, die in mehreren Ländern erschienen, darunter auch in Deutschland.

## Leben
Bakewell war als ein genauer Beobachter bekannt, er war einer der ersten Lehrer in allgemeiner und angewandter Geologie. Seine Introduction to Geology (Einführung in die Geologie) aus dem Jahre 1813 enthielt eine Menge fundierter Informationen – unter anderem die erste, wenn auch wenig Einzelheiten zeigende geologische Karte von ganz England  – und erreichte bis 1838 fünf Auflagen. Bakewell wechselte in den verschiedenen Auflagen von einer eher nüchternen Beschreibung geologischer Phänomene zu einer mehr poetischen Ausdrucksweise, insbesondere bei der Beschreibung von Fossilien. Die zweite Auflage wurde übersetzt und in Deutschland veröffentlicht. Die dritte und vierte Auflage wurden im Nachdruck durch Professor Silliman an der Yale University publiziert. In den Vereinigten Staaten entbrannte eine wissenschaftliche Kontroverse um einen Anhang, den Silliman der amerikanischen Auflage hinzufügte, in dem er versuchte, die Texte der Genesis mit den Erkenntnissen der Geologie zu vereinbaren.
Bakewell veröffentlichte neben seiner Introduction to Geology 1819 ein weiteres Lehrbuch mit dem Titel Introduction to Mineralogy (Einführung in die Mineralogie). 1823 veröffentlichte er einen zweibändigen Bericht seiner Beobachtungen, die er während eines Aufenthaltes in der Tarentaise gemacht hatte (Travels comprising Observations made during a Residence in the Tarentaise).